# Hszü Jün-lung
Hszü Jün-lung (Xu Yunlong) (egyszerűsített kínai: 徐云龙, hagyományos kínai: 徐雲龍, pinjin, hangsúlyjelekkel: Xú Yúnlóng; Peking, 1979. február 17. – ) kínai válogatott labdarúgó.

## Pályafutása

### Klubcsapatban
1999 és 2017 között a Beijing Guoan csapatában játszott, melynek tagjaként 2003-ban megnyerte a kínai kupát és 2009-ben bajnoki címet szerzett.

### A válogatottban
2000 és 2008 között 72 alkalommal játszott a kínai válogatottban és 7 gólt szerzett. Részt vett a 2000-es és a 2004-es Ázsia-kupán, illetve a 2002-es világbajnokságon, ahol a Costa Rica, a Brazília és a Törökország elleni csoportmérkőzésen kezdőként lépett pályára.

## Sikerei, díjai
Beijing Guoan
- Kínai bajnok (1): 2009
- Kínai kupagyőztes (1): 2003

Kína
- Ázsia-kupa ezüstérmes (1): 2004